# فورد فری‌استار

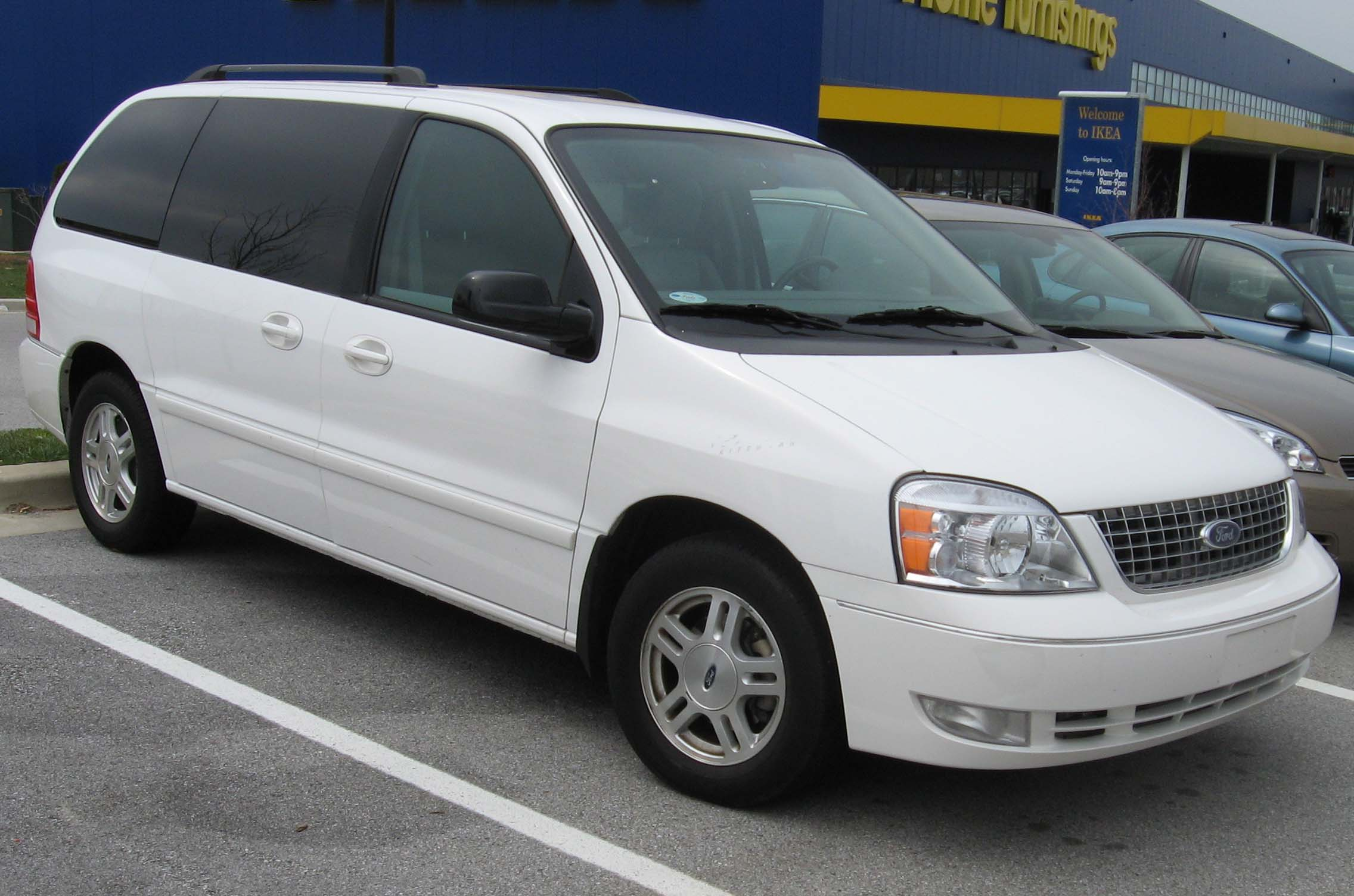

فورد فری‌استار (Ford Freestar) خودرویی است که در سال‌های ۲۰۰۴–۲۰۰۷در کانادا، تولید شده‌است.
این خودرو در کلاس مینی‌ون قرار گرفته، طراحی آن خودروهای موتور جلو-محور جلو بوده است.سیستم جعبه‌دندهٔ آن ۴، دنده به صورت خودکار است.